# Велика Сінега
Велика Сіне́га (рос. Большая Синега) — присілок у складі Великоустюзького району Вологодської області, Росія. Входить до складу Красавинського сільського поселення.

## Населення
Населення — 46 осіб (2010; 45 у 2002).
Національний склад (станом на 2002 рік):
- росіяни — 98 %